# Morti nel 1752
| Questa pagina contiene informazioni ricavate automaticamente dalle voci biografiche con l'ausilio del template Bio e di un bot. L'aggiornamento è periodico e automatico e ricostruisce completamente la pagina. Se manca una persona in questa lista, sei pregato di non aggiungerla, ma accertati piuttosto che la sua voce biografica contenga il template Bio e che i dati anagrafici siano correttamente compilati. Se il template Bio manca, inseriscilo tu stesso o, in alternativa, metti l'avviso {{tmp\|Bio}} che ne segnala la mancanza. Se i dati riportati sono sbagliati, correggi direttamente la voce biografica; le modifiche saranno visibili in questa lista entro pochi giorni. Per chiarimenti vedi il progetto biografie. La lista contiene solo le 79 persone che sono citate nell'enciclopedia e per le quali è stato implementato correttamente il template Bio. Pagina aggiornata al 27 gen 2025. |

## Gennaio(4)
- 4 gennaio - Gabriel Cramer, matematico svizzero (n. 1704)
- 6 gennaio - Pompeo Aldrovandi, cardinale e arcivescovo cattolico italiano (n. 1668)
- 14 gennaio - Devasahayam Pillai, ufficiale indiano (n. 1712)
- 26 gennaio - Jean-François de Troy, pittore francese (n. 1679)

## Febbraio(3)
- 4 febbraio - Luigi di Borbone-Orléans, nobile francese (n. 1703)
- 9 febbraio - Fredric Hasselquist, naturalista svedese (n. 1722)
- 10 febbraio - Enrichetta di Borbone-Francia, principessa francese (n. 1727)

## Marzo(6)
- 7 marzo - Pietro Grimani, doge (n. 1677)
- 10 marzo - Johann Christoph Knöffel, architetto tedesco (n. 1686)
- 15 marzo - Thomas Lumley-Saunderson, III conte di Scarbrough, ufficiale e politico inglese (n. 1691)
- 17 marzo - Jacques-Pierre de Taffanel de La Jonquière, ammiraglio e funzionario francese (n. 1685)
- 24 marzo - Francesco Polazzo, pittore italiano (n. 1682)
- 25 marzo - Giovanni Bonaventura Neri Badia, giurista italiano (n. 1657)

## Aprile(6)
- 1º aprile - Ferrante Maddalena, politico e letterato italiano (n. 1676)
- 4 aprile - Francesco II Spinelli, VII principe di Scalea, nobile e filosofo italiano (n. 1686)
- 6 aprile - Friedrich Christian Glume, scultore tedesco (n. 1714)
- 6 aprile - Pietro Ligari, pittore, architetto e agronomo italiano (n. 1686)
- 10 aprile - Joseph-Nicolas Gautier, militare, patriota e mercante francese (n. 1689)
- 30 aprile - Carlo Filiberto II d'Este, nobile (n. 1678)

## Maggio(6)
- 4 maggio - Pieter Snijers, pittore fiammingo (n. 1681)
- 6 maggio - Sofia di Sassonia-Weissenfels, duchessa (n. 1684)
- 18 maggio - Robert Tournières, pittore francese (n. 1667)
- 23 maggio - François Geinoz, religioso e filologo classico svizzero (n. 1696)
- 24 maggio - Giuseppe Bonatti, organaro italiano (n. 1668)
- 24 maggio - Charles Parrocel, pittore, disegnatore e incisore francese (n. 1688)

## Giugno(9)
- 4 giugno - Daniel Marot, architetto, designer e incisore francese (n. 1661)
- 5 giugno - Carlo Ludovico Federico di Meclemburgo-Strelitz, nobile tedesco (n. 1708)
- 7 giugno - Leonardo Antonio Olivieri, pittore italiano (n. 1689)
- 7 giugno - Lorenzo Tartagni, vescovo cattolico italiano (n. 1666)
- 14 giugno - Charles-Antoine Coypel, pittore francese (n. 1694)
- 15 giugno - Michael Gottlieb Agnethler, botanico e numismatico tedesco (n. 1719)
- 16 giugno - Joseph Butler, filosofo e teologo inglese (n. 1692)
- 16 giugno - José Ribeiro da Fonseca, vescovo cattolico portoghese (n. 1690)
- 26 giugno - Giulio Alberoni, cardinale e politico italiano (n. 1664)

## Luglio(8)
- 4 luglio - Cajetan Anton Notthafft von Weißenstein, presbitero austriaco (n. 1670)
- 6 luglio - Henry Parker, politico britannico
- 20 luglio - Johann Christoph Pepusch, compositore tedesco (n. 1667)
- 23 luglio - Alessandro Politi, filologo, teologo e umanista italiano (n. 1679)
- 25 luglio - Antonio Lucci, vescovo cattolico italiano (n. 1682)
- 26 luglio - Grazio Braccioli, letterato, librettista e giurista italiano (n. 1682)
- 29 luglio - Giovanni Battista Maini, scultore italiano (n. 1690)
- 29 luglio - Peter Warren, ammiraglio e politico irlandese (n. 1703)

## Agosto(7)
- 5 agosto - Cosmo Gordon, III duca di Gordon, nobile scozzese (n. 1720)
- 12 agosto - Antonio Corradini, scultore italiano (n. 1688)
- 14 agosto - Edvige Federica di Württemberg-Veltingen, principessa tedesca (n. 1691)
- 19 agosto - Claude Élisée de Court de La Bruyère, ammiraglio francese (n. 1666)
- 20 agosto - Giovanni Battista Spinola, cardinale e vescovo cattolico italiano (n. 1681)
- 22 agosto - Pedro Cebrián, diplomatico spagnolo (n. 1687)
- 22 agosto - William Whiston, filosofo, teologo e matematico inglese (n. 1667)

## Settembre(3)
- 19 settembre - Louis Fuzelier, drammaturgo, librettista e poeta francese (n. 1672)
- 23 settembre - Michail Ivanovič Leont'ev, ufficiale russo (n. 1672)
- 26 settembre - Ayşe Sultan, principessa ottomana (n. 1696)

## Ottobre(1)
- 25 ottobre - Pietro Antonio Falco, presbitero e inventore italiano (n. 1685)

## Novembre(6)
- 2 novembre - Domenico Blasucci, religioso italiano (n. 1732)
- 2 novembre - Domenico Rivera, cardinale, letterato e diplomatico italiano (n. 1671)
- 5 novembre - Clemente Domenico Rospigliosi, II principe Rospigliosi, nobile italiano (n. 1674)
- 15 novembre - Nicolò Foscarini, politico italiano (n. 1671)
- 17 novembre - Francesco Pertusati, arcivescovo cattolico italiano (n. 1679)
- 29 novembre - Bartolomeo Corsini, nobile, politico e diplomatico italiano (n. 1683)

## Dicembre(1)
- 11 dicembre - Adolfo Federico III di Meclemburgo-Strelitz, nobile (n. 1686)

## Senza giorno specificato(19)
- Joseph Abeille, architetto francese (n. 1673)
- Jacopo Amigoni, pittore italiano (n. 1682)
- Jan Jiří Benda, violinista e compositore boemo (n. 1713)
- Giovanni Caselli, decoratore italiano (n. 1698)
- Bernardino Ciurini, architetto italiano (n. 1695)
- Agostino Bonaventura Coletti, organista e compositore italiano (n. 1680)
- Alessio De Marchis, pittore italiano (n. 1684)
- William Gardiner, matematico britannico
- Hieronymus Albrecht Hass, cembalaro tedesco (n. 1689)
- Gabriele Hawa, arcivescovo cattolico siriano (n. 1668)
- Alessandro V d'Imerezia, re (n. 1703)
- Filippo Luci, politico italiano (n. 1674)
- João Frederico Ludovice, architetto e orafo tedesco (n. 1670)
- Elizabeth Porter,  britannica (n. 1689)
- Giuseppe Pozzi, anatomista e scrittore italiano (n. 1697)
- Pompeo Venturi, letterato, critico letterario e religioso italiano (n. 1693)
- Lawrence Washington, militare e politico statunitense (n. 1718)
- Daniel le Pelley, nobile (n. 1694)
- Charlotte Helene von Schindel, nobildonna danese (n. 1690)